# روبرت تشارلز
روبرت تشارلز (بالإنجليزية: Robert Charles)‏ (و. 1855 – 1931 م) هو ثيولوجي، وأستاذ جامعي، من المملكة المتحدة، توفي عن عمر يناهز 76 عاماً.

## التعليم
تعلم في جامعة الملكة في بلفاست، وكلية الثالوث في دبلن.

## روابط خارجية
- روبرت تشارلز على موقع الموسوعة البريطانية (الإنجليزية)